# شوجب بنفسجي
شوجب بنفسجي (الاسم العلمي:Premna purpurascens) هو نوع من النباتات يتبع جنس الشوجب من الفصيلة الشفوية.